# Bancroft Global Development
Bancroft Global Development, fino al 2008 denominata Landmine Clearance International, è una società di consulenza senza scopo di lucro, che opera nel campo della sicurezza, con sede a Washington, D.C. negli Stati Uniti. 

## Descrizione
La Bancroft Global Development è stata fondata nel 1999 da Michael Stock come società di sminamento, che poi si è trasformata in un appaltatore privato (contractor) operante nel settore della sicurezza; controverso è se la società operi o meno tramite mercenari, circostanza smentita dalla Bancroft, che dichiara di operare unicamente nella formazione di personale militare. 
L'organizzazione opera in tutto il mondo, anche se con un focus particolare in Somalia, dove è presente da più di dieci anni, nel tentativo di contrastare l'azione del gruppo Al-Shabaab .
In Somalia, Bancroft gestisce la formazione operativa delle  forze armate somale, come quella dei membri della Missione dell'Unione africana in Somalia, tra cui la Forza di difesa popolare ugandese e la Forza di difesa nazionale del Burundi. All'interno dell'esercito nazionale somalo, Bancroft è stato responsabile dell'addestramento e del tutoraggio del Danab, un'unità militare che da allora ha continuato a lavorare a fianco dell'esercito americano. 
Bancroft ha collaborato con altre organizzazioni no-profit statunitensi in Somalia, come Smile Train nel progetto di costruzione e messa in sicurezza di un ospedale chirurgico da campo a Mogadiscio.
Nel 2021 l'organizzazione è stata indagata nell'ambito dei finanziamenti concessi dall'Amministrazione statunitense; l'indagine è stata poi conclusa dal Dipartimento di Stato senza che alcuna sanzione negativa fosse comminata nei confronti di Bancroft.
Nel 2024 la Bancroft ha firmato un contratto con il governo della Repubblica Centrafricana, con l'obiettivo di formarne il personale militare, causando la reazione ostile del Gruppo Wagner, da tempo attivo nello stato africano.